# Jadwiga Rutkowska
Jadwiga Maria Rutkowska, född 2 februari 1934 i Guzów, död 19 juni 2004 i Warszawa, var en polsk volleybollspelare.
Rutkowska blev olympisk bronsmedaljör i volleyboll vid sommarspelen 1964 i Tokyo.